# Albert Saunier
Albert Saunier (* 11. Januar 1880 in Stettin; † 29. August 1932 in Berlin) war ein deutscher Diplomat.

## Leben
Albert Saunier studierte an den Universitäten Lausanne, Heidelberg, Erlangen, München und Bonn Rechtswissenschaften. In Erlangen wurde er 1901 Mitglied des Corps Onoldia. Nach Promotion zum Dr. jur. sowie Referendar- und Assessorexamen wurde er 1908 in den auswärtigen Dienst übernommen. Anno 1910 wurde er Vizekonsul in Singapur, anschließend in Bombay und Kapstadt. Nachdem er am Ersten Weltkrieg teilgenommen hatte, war er von 1918 bis 1921 wieder im Auswärtigen Amt tätig, zunächst als Konsul und ab 1919 als Legationsrat Büroleiter von Minister Müller. Von 1921 bis 1925 leitete er das Generalkonsulat in Zürich und die Gesandtschaft in Wien. Nach seiner erneuten Rückkehr ins Auswärtige Amt wurde er 1926 zum Vortragenden Legationsrat ernannt. Bei seinem Tod im Jahre 1932 war er Gesandter.